# نادي طنطا
نادي طنطا الرياضي هو نادي كرة قدم مصري يلعب في دوري الدرجه الثانيه ( دوري المحترفين ) وقد لعب فريقة الأول لكرة القدم عدة مواسم في الدوري المصري الممتاز موسم 2006 - 2007 وحتى موسم 2009 - 2010 وهبط، واستطاع التأهل للدوري الممتاز مرة أخرى في عام 2016 ثم هبط في 2018.وصعد في 2019 وهبط في نهاية الموسم.

## التأسيس
بدا تأسيس من داخل نادى الأطباء بشارع طه الحكيم، حيث توجه عدد من الأطباء والمحامين إلى «محمد سعيد باشا العزبى» مدير مديرية الغربية في ذلك الوقت وعرضوا عليه الفكرة داخل مكتبة الذي تشغلة الآن مباحث امن الدولة، فوافق على الفور واصدر قرار بتخصيص قطعة أرض خارج الكتلة السكنية لإقامة النادى واطلق الأطباء اسم مدير المديرية على الشارع الموجود الآن المسمى بشارع النادى تكريما لإسمه وتم وضع حجر الأساس وبدا الإنشاء حيث كان أول الإنشاءات مبنى اجتماعى ثم حديقة ثم ملاعب التنس ثم حمام السباحة الصغير بالنادى الاجتماعى الذي كان ترتيب إنشاؤه الرابع علي مستوى حمامات السباحة بمصر.
افتتح النادى اللواء محمد سعيد باشا العزبى في الأول من يوليو 1932 بعد أن أشهر في الشئون الاجتماعية واطلق علية اسم «نادى البلدية» لانه يتبع المجلس البلدى الذي يدير البلدية (مجلس المدينة حاليا) وكان مدير مديرية الغربية في ذلك الوقت هو رئيس النادى.
وبدا النادى في فتح العضوية عام 1932 واقتصر قبول الأعضاء على حاصلى المؤهلات العليا فقط أي ان أعضاء النادى كانو من الغالبية العظمى من الأطباء والمحاسبين والمحامين والمهندسين ورجال القضاء ووصل عدد الأعضاء إلى 180 عضو فقط وكان وقتها من يحصل على عضوية نادى طنطا يحصل عليها بصعوبة بالغة وأول عضو بالنادى كان «عبد الحميد بهجت» وأبنائه المهندس محمد عبد الحميد بهجت والدكتور مصطفى بهجت والذي تم فصل عضويته عن والده بعضوية مستقلة عام 1978 والدكتور محمد طه أبو الدهب والمحاسب جميل الشريف والدكتور محمود السعدنى.
أقيم حفل افتتاح رسمى للنادى عام 1933 واحيا الحفل الفنان الراحل محمد عبد الوهاب وكان ذلك قبل افتتاح الإذاعة المصرية التي أنشأت عام 1934
وغنى عبد الوهاب بدون ميكروفون لعدم توفر ميكروفون في ذلك الوقت.

## تغيير اسم النادى
في عام 1936 تغير اسم النادى إلى نادى «فؤاد الأول» في عهد الملك فؤاد عندما قام بزيارة النادى واهدى النادى مجموعة نادرة من اشجار النخيل الملوكى المزروعة بقصر المنتزه بالإسكندرية وفي عام 1945 وأثناء زيارة الملك فاروق تغير اسم النادى إلى نادى فاروق الأول واستمر ذلك حتى عام 1952 وبعد الثورة تم الإستقرار على اسم نادى طنطا الرياضى.

## المشاركة في الممتاز
بدأ فريق الكرة بنادي طنطا الرياضي في لعب الكرة، في دوري بحري عام1956/1955 واحتل القمة وصعد للدوري الممتاز ولعب أول موسم له بالممتاز عام1957/1956,
واستمر يلعب بالممتاز حتي موسم1965/1964 وكانت تلك الفترة المتواصلة هي الفترة الذهبية وفترة الجيل الذهبي لنادي طنطا، إذ كان ترتيب الفريق طوال تلك الفترة يتراوح بين المركزين الخامس والسادس ثم هبط الفريق ثم عاد للممتاز مرة أخرى عام1963/1962 ووصل إلي المربع الذهبي، ثم عاد إلي الهبوط موسم1965/1964 ليس بسبب ترتيبه المتأخر ولكن بسبب قرار خاطئ لاتحاد الكرة في ذاك الوقت بتغيير نظام الدوري في منتصف الموسم من نظام المجموعتين إلي نظام المجموعة الواحدة وأخذوا 6 فرق من كل مجموعة وكان ترتيب الفريق السابع، فقرر اتحاد الكرة هبوطة ثم عاد للصعود موسم1975/1974 ثم هبط الفريق وعاد للصعود موسم1992/1991 ثم هبط مرة أخرى ثم عاد للصعود موسم2006/2005 ثم هبط وأخيرا عاد فريق طنطا للصعود للدوري الممتاز موسم 2016، وكان فريق طنطا أول فريق يستقدم مدربا أجنبيا، بعد الأهلي والزمالك موسم1959/1958 وتمت الاستعانة بالمدرب النمساوي فريتز، وتخرج من نادي طنطا العديد من النجوم أمثال زقلط أخطر جناح أيسر في مصر في الخمسينيات ورضا سامي وحسن سالم وحسني عايد ونبيل الشيمي وإبراهيم توفيق كابتن الفريق والحارس الدولي سعيد جلب وأخيرا أحمد شوبيرحارس الأهلي ومنتخب مصر الأسبق.
هبط نادي طنطا في موسم 2017- 2018 بعد الخسارة من المصري البورسعيدي 2-1.
ثم قام نادي طنطا بالإبقاء علي عدد كبير من اللاعبين ورفض التخلي عنهم لحاجة الفريق لهم في مشوار العودة للدوري الممتاز مثل إسلام طارق ومحمود مسعود ورضا العزب وتم التعاقد مع الكابتن عبد الناصر محمد ابن مدينة طنطا كمدير فني ولكن النتائج كانت غير مطمئنة فقرر الكابتن عبد الناصر محمد تقديم استقالته بعد التعادل مع الأوليمبي في طنطا وقبلت إدارة طنطا الاستقالة وتم إتمام التعاقد مع الكابتن أيمن المزين في آخر شهر أكتوبر عام 2018 وانتشل أيمن المزين فريق طنطا من المركز ال9 الي المركز الأول بعد 6 أشهر من توليه المسؤلية وتحقق حلم العودة للدوري الممتاز بعد الفوز علي سيدي سالم في كفر الشيخ 2-0 ليتربع طنطا علي عرش مجموعة بحري بعد منافسة شرسة مع أندية الأوليمبي والمنصورة وغزل المحلة ودمنهور وبلدية المحلة وأبو قير للأسمدة.

## رؤساء النادى
منذ نشأة النادى وكان يرأس مجلس إدارته محافظ الإقليم.. وحتى صدور قانون الهيئات الرياضية والأندية عام 75 والذي تضمن ضرورة انتخاب رئيس النادى من بين أعضاءه العاملين بدلا من تعيين محافظ الإقليم رئيسا للنادى.
المهندس/ جلال عزت.
المهندس/ عبد الحكم جميل
د/محمد شفيق سعيد
أحمد الزند
محاسب / فايز عريبى

## أهم اللاعبين في تاريخ النادي
بدأ الكابتن أحمد شوبير مشوارة مع كرة القدم بنادي طنطا ثم انتقل إلي النادي الأهلي المصري عام 1984 ثم دخل إلي تشكيلة المنتخب المصري حتي أصبح حارس مرمي مصر في نهائيات كأس العالم عام 1990 بإيطاليا.
الكابتن توتو هداف مصرانضم لناشئي نادى طنطا عام 1944 ولعب له لمدة ثلاث سنوات حتى عام 1947 ثم انضم للنادي الأهلى ضمن جيل العمالقة (عبد الجليل وعادل هيكل وصالح سليم ومكاوى وفؤاد صدقى وحلمى أبوالمعاطى)، وشارك في تحقيق العديد من البطولات والانتصارات. وأحرز مع الأهلى 15 بطولة منها 9 بطولات للدورى العام و6 كأس مصر، كما مثل مصر في العديد من البطولات الدولية على مدار 10 سنوات، لا ينسى عشاق الأهلى أهدافه التاريخية في لقاءات الأهلى والزمالك خاصة أهدافه الثلاثة في مرمى على بكر حارس الزمالك في اللقاء الذي أقيم في 26 مارس عام 1954، قرر الكابتن توتو العودة إلى طنطا مسقط رأسه مرة أخرى عام 1959 ليختتم مشواره الرياضى بين جدران ناديه القديم حتى اعتزل اللعبة.

## الفريق الأول لكرة القدم
أخر تخديث 3 أكتوبر 2019

ملاحظة: تشير الأعلام إلى المنتخب الوطني على النحو المحدد في قواعد الأهلية للفيفا. قد يحمل اللاعبون أكثر من جنسية واحدة غير تابعة للفيفا.
| الرقم | البلد   | المركز | اللاعب          |
| ----- | ------- | ------ | --------------- |
| 1     | مصر     | حارس   | محمد فتحي       |
| 2     | مصر     | مدافع  | محمد حسام       |
| 3     | مصر     | وسط    | محمود كابونجا   |
| 4     | مصر     | مدافع  | سليمان عبد ربه  |
| 5     | مصر     | مدافع  | محمود مسعود     |
| 6     | مصر     | مدافع  | أحمد فوزي       |
| 7     | مصر     | وسط    | أحمد فهمي       |
| 8     | مصر     | وسط    | وليد عادل       |
| 9     | مصر     | وسط    | محمد جمال ميدو  |
| 10    | مصر     | وسط    | أحمد الألفي     |
| 11    | مصر     | مدافع  | أحمد قطاوي      |
| 12    | مصر     | مدافع  | محمد الشاذلي    |
| 14    | مصر     | وسط    | حسام غالي       |
| 15    | السنغال | مهاجم  | الحسن ضيوف      |
| 16    | مصر     | حارس   | إسلام طارق      |
| 17    | مصر     | وسط    | مصطفى أمين      |
| 18    | مصر     | وسط    | محمد ماجد أونوش |
| 19    | مصر     | مدافع  | إيهاب سمير      |
| 20    | مصر     | مدافع  | محمد العشري     |
| 21    | أوغندا  | وسط    | تاديو لوانجا    |
| 22    | مصر     | مدافع  | باسم عبد العزيز |

| الرقم | البلد   | المركز | اللاعب               |
| ----- | ------- | ------ | -------------------- |
| 23    | غانا    | مهاجم  | دينيس تيتيه          |
| 24    | مصر     | وسط    | أحمد الشناوي         |
| 25    | مصر     | وسط    | مهاب سعيد            |
| 27    | مصر     | مهاجم  | إسلام فؤاد           |
| 28    | مصر     | حارس   | علي فرج              |
| 29    | كينيا   | مهاجم  | جون أيفيري           |
| 30    | مصر     | مهاجم  | هشام شعبان           |
| 70    | مصر     | حارس   | محمد ديدا            |
| 99    | مصر     | مهاجم  | عبد الرحمن خالق الدح |
| 0     | الغابون | وسط    | ماريو برنارد         |
| 0     | مصر     | مدافع  | محمد أسعد            |
| 0     | مصر     | وسط    | علاء البدرى          |
| 0     | مصر     | حارس   | محمد العربي          |
| 0     | مصر     | مدافع  | رضا العزب            |
| 0     | مصر     | مدافع  | سعد حسني             |
| 0     | مصر     | مدافع  | فتحي مبروك           |
| 0     | غانا    | وسط    | ايريك جوزيف          |
| 0     | مصر     | وسط    | حسين حلمى            |
| 0     | مصر     | مهاجم  | رمضان ربيع           |
| 0     | مصر     | مهاجم  | محمود جودة           |

## روابط خارجية
- تاريخ نادي طنطا الموقع الرسمي
- نادي طنطا علي موقع سوبر كورة
- الأهرام عراقة وتاريخ نادي طنطا